# Bergkirche (Worms-Hochheim)

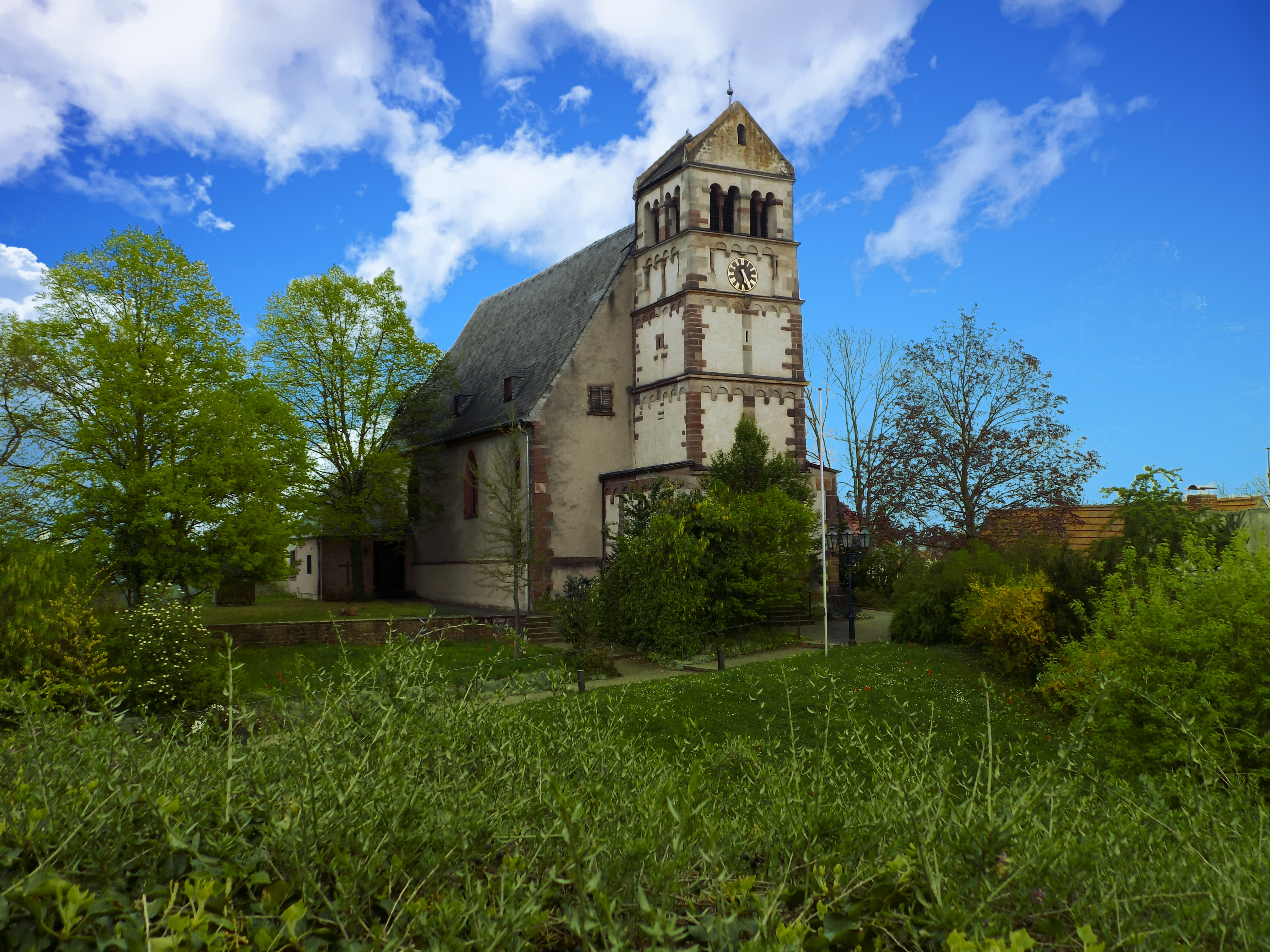
Bergkirche

Die Bergkirche (ehemals St. Peter) ist das Kirchengebäude der evangelischen Bergkirchen-Gemeinde St. Peter in Worms-Hochheim.
Die Baugeschichte der Pfarrkirche begann vermutlich während der Amtszeit des Wormser Bischofs Burchard; die ältesten frühromanischen Bauabschnitte – die Krypta und die unteren Geschosse des Turms – werden um das Jahr 1010 datiert. 1141 wurde die Kirche erstmals urkundlich erwähnt.
Die Obergeschosse des Turms wurden um 1200 ergänzt; das Kirchenschiff, ein nachgotisches Langhaus, stammt aus dem Jahr 1609, ein Brand hatte 1607 den Vorgängerbau zerstört. Die Krypta ist etwa 20 m² groß; ihr Kreuzgewölbe wird von vier Mittelsäulen getragen, die mit Würfelkapitellen geschmückt sind.